# Калье-де-ла-Бола
Калье-де-ла-Бола (исп. Calle de la Bola) — улица в центре Мадрида, столицы Испании, расположенная в баррио Паласио (район Сентро). Она соединяет площадь Санто-Доминго с площадью Энкарнасьон, пересекаясь с улицами Калье-де-Ториха, Калье-де-Леганитос, Калье-де-Фоменто и Калье-де-Гильермо-Рольянд.

## История
На плане Мадрида 1658 года, созданном португальским картографом Педру Тейшейрой, Калье-де-ла-Бола обозначена как Калье-де-ла-Энкарнасьон, поскольку она служила дорогой к близлежащему монастырю Энкарнасьон. Позже улица получила любопытное и народное название Калье-де-ла-Бола из-за гранитного шара, представлявшего собой колёсоотбойную тумбу на одном из углов улицы. Под этим же названием она отмечена на плане Эспиносы 1769 года. Позже, во время «Демократического шестилетия», её окрестили улицей «де Малькампо», в честь морского генерала Хосе Малькампо, прославившегося своими деяниями во время этого революционного периода и занимавшего пост председателя Совета министров Испании во время краткого правления Амадея I.

## Здания и учреждения
Педро де Репиде, мадридский публицист и историк города, упоминал о Калье-де-ла-Бола в начале XX века, описывая фасады различных величественных дворцов. В другом контексте об этой улице он сообщает, рассказывая о том, что типография на Калье-де-ла-Бола использовалась для печати воззваний к забастовке в августе 1917 года.
Несколько зданий на Калье-де-ла-Бола относятся к сфере «государственного образования и обучения», например, Ассоциация женского образования, основанная в доме № 14 в 1880-х годах. С 1941 года в доме № 6 располагалась школа Сан-Игнасио. В начале XXI века часть IES Санта-Тереса-де-Хесус располагалась со входом на улице Калье-де-Фоменто.
На углу Калье-де-ла-Бола и Калье-де-Гильермо-Роланд работает традиционный мадридский ресторан La Bola, славящийся популярным мадридским косидо и основанный семьёй Вердаско в 1802 году.
На Калье-де-ла-Бола выходит сад дворца герцога де Гранада-де-Эга.
Среди прославленных жителей, населявших Калье-де-ла-Бола, Анхель Фернандес де лос Риос упоминает поэта эпохи Просвещения Хуана Мелендеса Вальдеса. Граф Пенья Рамиро также проживал на этой улице.
- Табличка с названием улицы, работа керамиста Альфредо Руиса де Луны[исп.]
- Фасад IES Санта-Тереса-де-Хесус, здания, построенного в 1910-х годах как жилой фонд.
- Таверна La Bola[исп.] в 2014 году.
- Дворец герцога де Гранада-де-Эга[исп.], где ныне размещается отель.
- Дворец маркиза де ла Рехалия и графа Борноса